# Chalupář
Chalupář je obvyklé pojmenování uživatelů chalup, venkovských stavení.

## Historické souvislosti
V českých poměrech se pro trvalé uživatele venkovských chalup používalo v 19. století označení chalupník, což byl drobný zemědělec. Měl zpravidla větší rozsah pozemků i stavení, než mívali domkáři, baráčníci, statkářům se rovnat nemohl. 
Po roce 1945 se venkov zčásti vysídlil a opuštěné chalupy začali skupovat obyvatelé měst k rekreaci. Jejich zásluhou přetrvaly mnohé vesničky a četné památky na venkově.  Někteří rekreanti časem chalupy zvelebili na velké domy s pěknými zahradami a do někdejších chalup se přestěhovali natrvalo.   
V řadě oblastí vznikaly chalupářské kluby, osady, osadní výbory, na tuto část obyvatelstva se zaměřili četní výrobci a specializované obchody, na trh se dostaly časopisy, v televizi byly uváděny pořady zaměřené na chataře a chalupáře.